# Michelle Derron
Anna Michelle Derron (* 13. Oktober 1994 in Zürich) ist eine ehemalige Schweizer Triathletin.

## Werdegang
Michelle Derron kommt aus einer sportlichen Familie – schon ihr Grossvater wurde als Schwimmer Schweizermeister. Auch ihre ältere Schwester Nina (* 1993) und die jüngere, Julie (* 1996), sind ebenso als Triathletinnen im Weltcup aktiv.
Michelle Derron wurde im August 2013 Junioren-Schweizermeisterin Triathlon.
Sie wurde trainiert von Brett Sutton und seit 2019 tritt sie nicht mehr international in Erscheinung.
Michelle Derron studiert seit Herbst 2014 Rechtswissenschaften an der Universität Zürich.

## Sportliche Erfolge
| Datum/Jahr    | Rang | Wettbewerb                                       | Austragungsort | Zeit     | Bemerkung                                       |
| ------------- | ---- | ------------------------------------------------ | -------------- | -------- | ----------------------------------------------- |
| 19. Okt. 2019 | 27   | ETU Sprint Triathlon European Cup Final          | Funchal        | 01:00:22 | hinter der Deutschen Lisa Tertsch               |
| 11. Sep. 2013 | 49   | ITU Triathlon World Championship Junior Women    | London         | 01:02:26 |                                                 |
| 4. Aug. 2013  | 1    | Schweizer Triathlon-Meisterschaft Junioren       | Nyon           | 01:12:01 | Junioren-Schweizermeisterin Triathlon           |
| 14. Juni 2013 | 16   | ETU Triathlon European Championship Junior Women | Alanya         | 01:00:58 | Triathlon-Vize-Europameisterin bei den Junioren |

| Datum/Jahr    | Rang | Wettbewerb                               | Austragungsort  | Zeit     | Bemerkung                                  |
| ------------- | ---- | ---------------------------------------- | --------------- | -------- | ------------------------------------------ |
| 11. Juni 2017 | 8    | Ironman 70.3 Switzerland                 | Rapperswil-Jona | 04:45:54 |                                            |
| 11. Sep. 2016 | 4    | ITU Long Distance Triathlon Series Event | Weihai          | 04:54:00 | hinter der Neuseeländerin Amelia Watkinson |

(DNF – Did Not Finish)